# Comuna Kremne, Luhînî
Kremne (în ucraineană Кремненська сільська рада) este o comună în raionul Luhînî, regiunea Jîtomîr, Ucraina, formată din satele Kremne (reședința) și Leonivka.

## Demografie
Componența lingvistică a comunei Kremne
     Ucraineană (98,63%)
     Rusă (1,28%)
Conform recensământului din 2001, majoritatea populației comunei Kremne era vorbitoare de ucraineană (98,63%), existând în minoritate și vorbitori de rusă (1,28%).